# Зелена пећина
Зелена пећина је археолошко налазиште у стени изнад врела Буне у Благају код Мостара. Смјештена је са западне стране високе клисуре над водом. То је, у ствари, окапина окренута улазом ка западу, подељена једном живом стеном у два дела. Приступ улазу у пећину био је веома тежак, врло стрм, а с горње стране потпуно неприступачан, па је, пећина била идеално склониште за неолитског човека од нежељених посетилаца и атмосфералија. У самој пећини налазила се већа камена громада уз коју је неолитски човек ложио и имао отворено огњиште. У хумозном наносу дебљине 165 до 195 цм сачувани су остаци насеља из млађег каменог и бакарног доба.
У пећини постоје 3 стратума.
При дну се налазе трагови станишта из касне фазе старијег и почетка средњег неолита (импресо-керамика);
Средњи слој припада касној фази средњег и млађег неолита (хварско-лисичичка култура)
При врху се налазе остаци енеолитског доба (славонска култура)
Ниже од ових слојева налази се плеистоценске осипине са много фосилних остатака.
Зелена пећина је откривена као археолошки локалитет 1955. год. и прво је истражено пећинско насеље у Босни и Херцеговини које је дало много података о старијем неолиту на овом подручју. Детаљна археолошка испитивања су вршили А. Бенац, Ђуро Баслер и М. Малез.
Хронолошко датирање Зелене пећине има, као и остали локалитети старијег неолита, много несигурности али, по свему судећи, и по неким испитивањима методом Ц14, овај неолитски локалитет потиче из 5. миленијума п. н. е.(оквирно око 4200. п. н. е.).